# Generales de Durango
Los Generales de Durango fue un equipo de la Liga Mexicana de Béisbol con sede en Durango, Durango, México.

## Historia
El martes 1 de noviembre de 2016 en la Asamblea de Presidentes de la Liga Mexicana de Béisbol, se aprobó, sujeto al cumplimiento de una serie de requisitos, el cambio de plaza del club Delfines del Carmen a la ciudad de Durango, en donde el Ing. Virgilio Ruiz Isassi se mantendría al frente del club. Los Generales de Durango debutaron en la LMB a partir de la Temporada 2017. Antes de debutar en la LMB los Generales ganaron su primer título, la edición 2017 del Sister City Baseball Classic.

### Cambios de dueños
El martes 30 de enero de 2018 en la Asamblea de la LMB se informó que el club fue vendido al exjugador Miguel Ojeda y el empresario Fernando Espinosa del Campo, quienes contaron con la aprobación de los directivos.
El viernes 20 de agosto de 2021, la Asamblea de la LMB aprobó la cesión y venta total del club del Lic. Juan Carlos Martínez Cecias al Lic. Carlos Lazo Reyes.
En 2024 la LMB decidió suspender la franquicia una temporada por diversos problemas administrativos.

## Estadio
Los Generales tienen como casa el Estadio Francisco Villa con capacidad para 7000 espectadores.

## Rivalidad
- Algodoneros Unión Laguna

## Jugadores

### Roster actual
Actualizado al 1 de julio de 2021.
| Generales de Durango Roster 2021         |    |                                    |                     |
| C U E R P O T É C N I C O                |    |                                    |                     |
| Mánager                                  | 10 | Bandera de la República Dominicana | Felix Fermin        |
| Coach de Pitcheo                         | 49 | Bandera de la República Dominicana | Juan Antonio Peñka  |
| Coach de Bateo                           | 28 | Bandera de la República Dominicana | Claudio Almonte     |
| J U G A D O R E S                        |    |                                    |                     |
| L A N Z A D O R E S                      |    |                                    |                     |
| Batea: D / Tira: D                       | 97 | Bandera de México                  | Felipe Acosta       |
| Batea: D / Tira: D                       | 91 | Bandera de México                  | Jesús Alcantar      |
| Batea: D / Tira: D                       | 37 | Bandera de la República Dominicana | Wendolyn Bautista   |
| Batea: D / Tira: D                       | 3  | Bandera de Estados Unidos          | Rogelio Bernal      |
| Batea: D / Tira: D                       | 32 | Bandera de México                  | Hendrick Briones    |
| Batea: D / Tira: D                       | 31 | Bandera de México                  | Victor Buelna       |
| Batea: D / Tira: D                       | 52 | Bandera de la República Dominicana | Ranfi Casimiro      |
| Batea: D / Tira: D                       | 22 | Bandera de Brasil                  | Tiago Da Silva      |
| Batea: D / Tira: D                       | 23 | Bandera de Estados Unidos          | Koby Gauna          |
| Batea: D / Tira: D                       | 51 | Bandera de Estados Unidos          | José Haros          |
| Batea: D / Tira: D                       | 2  | Bandera de México                  | Isaac Jiménez       |
| Batea: Z / Tira: Z                       | 13 | Bandera de México                  | Ozzie Mendez        |
| Batea: D / Tira: D                       | 92 | Bandera de México                  | Luis Payan          |
| Batea: D / Tira: D                       | 89 | Bandera de México                  | Alexis Portillo     |
| Batea: D / Tira: D                       | 69 | Bandera de México                  | Jesús Ríos          |
| Batea: D / Tira: D                       | 62 | Bandera de México                  | Marco Antonio Rivas |
| Batea: D / Tira: D                       | 39 | Bandera de México                  | Walter Silva        |
| R E C E P T O R E S                      |    |                                    |                     |
| Batea: D / Tira: D                       | 14 | Bandera de México                  | Carlos Garzón       |
| Batea: D / Tira: D                       | 54 | Bandera de México                  | Alfredo Meza        |
| Batea: D / Tira: D                       | 54 | Bandera de la República Dominicana | Carlos Paulino      |
| J U G A D O R E S D E C U A D R O        |    |                                    |                     |
| Parador en corto - Batea: D / Tira: D    | 5  | Bandera de Estados Unidos          | Nico Giarratano     |
| Segunda base - Batea: A / Tira: D        | 7  | Bandera de México                  | Moisés Gutiérrez    |
| Tercera base - Batea: D / Tira: D        | 57 | Bandera de México                  | José Martinez       |
| Primera base - Batea: D / Tira: D        | 19 | Bandera de Venezuela               | Daniel Mayora       |
| Primera base - Batea: Z / Tira: Z        | 25 | Bandera de México                  | Carlos Muñoz        |
| Primera base - Batea: D / Tira: D        | 24 | Bandera de México                  | Michael Robles      |
| Tercera base - Batea: D / Tira: D        | 27 | Bandera de México                  | Javier Sánchez      |
| Segunda base - Batea: D / Tira: D        | 44 | Bandera de México                  | Jaime Santos        |
| J A R D I N E R O S                      |    |                                    |                     |
| Jardinero izquierdo - Batea: D / Tira: D | 6  | Bandera de México                  | Yancarlo Angulo     |
| Jardinero izquierdo - Batea: D / Tira: D | 77 | Bandera de México                  | Santiago González   |
| Jardinero central - Batea: D / Tira: D   | 35 | Bandera de México                  | Elmer Lopez         |
| Jardinero izquierdo - Batea: Z / Tira: D | 18 | Bandera de México                  | Jesús Loya          |
| Jardinero central - Batea: D / Tira: D   | 50 | Bandera de Venezuela               | Alberth Martinez    |
| Jardinero central - Batea: D / Tira: D   | 46 | Bandera de Colombia                | Tito Polo           |
| Jardinero derecho - Batea: Z / Tira: D   | 8  | Bandera de la República Dominicana | Aneury Tavarez      |

 =  Cuenta con nacionalidad mexicana. 

### Jugadores destacados
Yadir Drake.

### Números retirados
- 34 Fernando Valenzuela.[12]

### Novatos del año
Ninguno.

### Campeones Individuales

#### Campeones Bateadores
| Año  | Nombre        | Porcentaje |
| ---- | ------------- | ---------- |
| 2017 | Yadir Drake   | .385       |
| 2019 | Daniel Mayora | .391       |

#### Campeones Productores
| Año  | Nombre            | Producidas |
| ---- | ----------------- | ---------- |
| 2023 | Ademar Rifaela(1) | 83         |

#### Campeones Jonroneros
| Año | Nombre  | Jonrones |
| --- | ------- | -------- |
| NA  | Ninguno | NA       |

#### Campeones de Bases Robadas
| Año | Nombre  | Bases |
| --- | ------- | ----- |
| NA  | Ninguno | NA    |

#### Campeones de Juegos Ganados
| Año | Nombre  | Récord |
| --- | ------- | ------ |
| NA  | Ninguno | NA     |

#### Campeones de Efectividad
| Año | Nombre  | Porcentaje |
| --- | ------- | ---------- |
| NA  | Ninguno | NA         |

#### Campeones de Ponches
| Año | Nombre  | Ponches |
| --- | ------- | ------- |
| NA  | Ninguno | NA      |

#### Campeones de Juegos Salvados
| Año | Nombre  | Juegos |
| --- | ------- | ------ |
| NA  | Ninguno | NA     |

1 Comenzó la temporada con Oaxaca.